# Wasilij Archipow (wiceadmirał)
Wasilij Aleksandrowicz Archipow (ros. Васи́лий Алекса́ндрович Архи́пов [vɐˈsʲilʲɪj ɐlʲɪkˈsandrəvʲɪtɕ arˈxʲipəf]; ur. 30 stycznia 1926 w Zworkowie, zm. 19 sierpnia 1998 w Żeleznodorożnym) – radziecki wiceadmirał, który jako jedyny zaprotestował przeciwko ewentualnemu nuklearnemu atakowi z okrętu B-59 podczas kryzysu kubańskiego.

## Życiorys
Archipow urodził się w 1926 roku w niewielkiej miejscowości Zworkowo w obwodzie moskiewskim. Walczył w wojnie radziecko-japońskiej, po której został wysłany na kursy oficerskie. Zakończył edukację w 1947 roku i rozpoczął służbę na okrętach podwodnych.

### Kryzys kubański
1 października 1962 roku okręt B-59 wypłynął z bazy na Półwyspie Kolskim i skierował się w rejon Karaibów. W misji brały udział jeszcze 3 jednostki tego samego typu B-4, B-36 I B-130. Okręty działały w ramach operacji „Anadyr”. Celem misji było wsparcie dostawy broni oraz założenie na Kubie radzieckiej bazy okrętów podwodnych. Wasilij Archipow był dowódcą flotylli na pokładzie B-59. Okręt przepłynął północny Atlantyk i zbliżył się do wybrzeży Kuby. Po namierzeniu B-59 przez amerykański niszczyciel „Cony” amerykańskie okręty podpłynęły do sowieckiej jednostki i rozpoczęły atak trwający ponad 4 godziny. W okręcie podwodnym wzrosła temperatura, zaczęło brakować tlenu, a akumulatory były prawie całkowicie wyczerpane. Dowódca (kapitan drugiej rangi) Witalij Sawicki chciał skontaktować się z Moskwą, ale nie mógł tego uczynić, ponieważ B-59 znajdował się pod wodą.

Amerykanie trafili okręt czymś znacznie potężniejszym niż użyte przez nich wcześniej bomby. Sawicki bardzo się zdenerwował, powiedział: „Teraz trafimy ich mocniej. Sami zginiemy, ale wszystkich zatopimy. Nie pozwolimy plamić honoru radzieckiej marynarki!”

Witalij Sawicki nakazał przygotować do wystrzału atomową torpedę o mocy 11 kt. Do rozpoczęcia ataku potrzebna była zgoda Sawickiego, Archipowa i oficera politycznego. Dowódca Sawicki oraz oficer polityczny chcieli wystrzelić torpedę, ale Archipow nie zgodził się. Archipow wiedział, że atak prawdopodobnie doprowadziłby do globalnego konfliktu nuklearnego. Wasilij Archipow przeprowadził rozmowę z dowódcą, po której Sawicki uspokoił się. Archipow miał powiedzieć Uspokójcie się, towarzyszu. B-59 wynurzył się, a kilka godzin później popłynął do portu. Przytoczone wydarzenia opierają się na relacji Wadima Orłowa, która została opisana w książce Aleksandra Mozgowoja „Kubinskaja samba kwarteta «fokstrotow»”. Wielu dowódców okrętów podwodnych nie wierzy w relację Orłowa, który miał później twierdzić, że istniała większa szansa na przypadkowe wystrzelenie torpedy, niż na wydanie takiego rozkazu.

### Późniejsze lata
Archipow służył przez wiele lat w bazie i porcie marynarki wojennej Polarnyj. Następnie stanął na czele elitarnej akademii radzieckiej marynarki wojennej w Baku. Miał żonę Olgę i córkę Lenę. Według relacji jego towarzyszy był bardzo pogodnym człowiekiem. Kochał marynarkę i morze. W 2002 roku Thomas Blanton, który był dyrektorem Archiwum Bezpieczeństwa Narodowego USA powiedział „Wasilij Archipow uratował świat”.